# پلافسک
شهر پلافسک (به روسی: Плавск) در کشور روسیه و در اوبلاست تولا واقع شده‌است.